# Улица Горького (Брест)
Улица Горького (бел. Вуліца Горкага) — улица в центральной части Бреста, проходит от улицы Салтыкова-Щедрина до улицы Пушкинской. Протяжённость улицы около 470 м.

## История
Сформировалась к началу XX века. Ранее улица носила названия Карстовской (бел. вуліца Карстаўская) и генерала Бема (бел. вуліца генерала Бема). В 1940 году получила название в честь русского советского писателя Максима Горького (1868—1936). 
Изначально застройка улицы была представлена одноэтажными зданиями. С 1958 года застраивалась высотками. 
На улице располагается средняя школа № 7.